# (9687) Uhlenbeck
(9687) Uhlenbeck (4614 P-L) – planetoida z pasa głównego asteroid okrążająca Słońce w ciągu 4,73 lat w średniej odległości 2,81 j.a. Odkryta 24 września 1960 roku.